# Gran Premi de Bahrain
El Gran Premi de Bahrain és una carrera puntuable actualment pel campionat de Fórmula 1.

## Història
El Gran Premi de Bahrain es va disputar per primera vegada el 4 d'abril del 2004.
L'edició de l'any 2004 va ser la primera carrera de Fórmula 1 que es va disputar a la regió del Golf Pèrsic. Molts tenian por que la Fórmula 1 fos una oportunitat perquè els grups terroristes de la regió ataquessin les instal·lacions. Per sort, la carrera es va disputar sense cap tipus d'incidents d'aquest tipus.
Ja el 2005, sota una intensa calor i amb temperatures superiors a 45° va guanyar la cursa l'asturià Fernando Alonso, que va repetir l'any 2006 i el 2010.
A les edicions del 2007 i 2008 la victòria va estar per Felipe Massa.

## Resultats
| Any  | Pilot              | Equip              | Circuit | Resultats |
| ---- | ------------------ | ------------------ | ------- | --------- |
| 2004 | Michael Schumacher | Ferrari            | Sakhir  | Resultats |
| 2005 | Fernando Alonso    | Renault            | Sakhir  | Resultats |
| 2006 | Fernando Alonso    | Renault            | Sakhir  | Resultats |
| 2007 | Felipe Massa       | Ferrari            | Sakhir  | Resultats |
| 2008 | Felipe Massa       | Ferrari            | Sakhir  | Resultats |
| 2009 | Jenson Button      | Brawn - Mercedes   | Sakhir  | Resultats |
| 2010 | Fernando Alonso    | Ferrari            | Sakhir  | Resultats |
| 2011 | GP ANUL·LAT        |                    | Sakhir  | Resultats |
| 2012 | Sebastian Vettel   | Red Bull - Renault | Sakhir  | Resultats |
| 2013 | Sebastian Vettel   | Red Bull - Renault | Sakhir  | Resultats |
| 2014 | Lewis Hamilton     | Mercedes           | Sakhir  | Resultats |
| 2015 | Lewis Hamilton     | Mercedes           | Sakhir  | Resultats |
| 2016 | Nico Rosberg       | Mercedes           | Sakhir  | Resultats |
| 2017 | Sebastian Vettel   | Ferrari            | Sakhir  | Resultats |
| 2018 | Sebastian Vettel   | Ferrari            | Sakhir  | Resultats |
| 2019 | Lewis Hamilton     | Mercedes           | Sakhir  | Resultats |
| 2020 | Lewis Hamilton     | Mercedes           | Sakhir  | Resultats |
| 2021 | Lewis Hamilton     | Mercedes           | Sakhir  | Resultats |